# Mount Pearson
Mount Pearson är ett berg i Antarktis. Det ligger i Östantarktis. Nya Zeeland gör anspråk på området. Toppen på Mount Pearson är 2 427 meter över havet, eller 269 meter över den omgivande terrängen. Bredden vid basen är 2,4 km.
Terrängen runt Mount Pearson är huvudsakligen kuperad, men åt sydost är den bergig. Trakten är obefolkad. Det finns inga samhällen i närheten.